# Улица Братьев Гарам
Улица Братьев Гарам (укр. Вулиця Братів Гарамів) — улица в Деснянском районе города Чернигова, исторически сложившаяся местность (район) Бобровица. Пролегает от улицы Шевченко до улицы Кирилла Разумовского (Рахматулина). 
Примыкают улицы Вишнёвая, Сосницкая, Яблочная.

## История
Тихая улица проложена после Великой Отечественной войны и была застроена индивидуальными домами. 
Переименована, когда село Бобровица вошло в состав города Чернигова, поскольку в Чернигове уже была улица с данным названием. В 1974 году улица получила современное название — в честь братьев Гарам — Николая, Михаила, Виктора и Павла Александровичей — уроженцев Черниговщины, участников Великой Отечественной войны. Михаил Александрович Гарам удостоен звания Герой Советского Союза. 

## Застройка
Парная и непарная стороны улицы заняты усадебной застройкой.
Учреждения: нет. 